# ITF Women's Circuit Bogotá
L'ITF Women's Circuit Bogotá è un torneo professionistico di tennis giocato su campi in terra rossa. Fa parte dell'ITF Women's Circuit. Si gioca annualmente a Bogotà in Colombia.

## Albo d'oro

### Singolare
| Anno     | Campionessa           | Finalista                       | Punteggio          |
| -------- | --------------------- | ------------------------------- | ------------------ |
| 2011     | Patricia Ku Flores    | Cecilia Costa Melgar            | 6–7(6–8), 7–5, 6–3 |
| 2012     | Non disputato         |                                 |                    |
| 2013     | Andrea Koch Benvenuto | Anna Katalina Alzate Esmurzaeva | 6–3, 6–3           |
| 2013 (2) | Andrea Koch Benvenuto | Naomi Totka                     | 6–1, 6–1           |

### Doppio
| Anno     | Campionesse                                | Finaliste                                       | Punteggio |
| -------- | ------------------------------------------ | ----------------------------------------------- | --------- |
| 2011     | Patricia Ku Flores Katherine Miranda Chang | Cecilia Costa Melgar Belen Luduena              | 6–4, 7–5  |
| 2012     | Non disputato                              |                                                 |           |
| 2013     | Doménica González Camila Silva             | Anna Katalina Alzate Esmurazaeva Jade Schoelink | 6–2, 6–4  |
| 2013 (2) | Andrea Koch Benvenuto Daniella Roldan      | María Fernanda Herazo Naomi Totka               | 6–1, 6–4  |